# Francisco González Mije
Francisco González Mije, més conegut com a Paco Mije (Sevilla, 22 de març de 1978) és un futbolista andalús. Ocupa la posició de defensa.

## Trajectòria esportiva
Va sorgir de les categories inferiors del Sevilla FC, fins a debutar amb el primer equip a la campanya 99/00. Va jugar tres partits en una temporada en què els andalusos foren cuers de primera divisió. Només va jugar un altre partit amb el Sevilla, la temporada 00/01 i en Segona Divisió.
A banda del Sevilla, el defensa també ha militat a l'AD Ceuta, CE Castelló, Zamora CF, Jerez Industrial, Girona Futbol Club i Mairena del Aljarafe.